# Amt Wendelstein

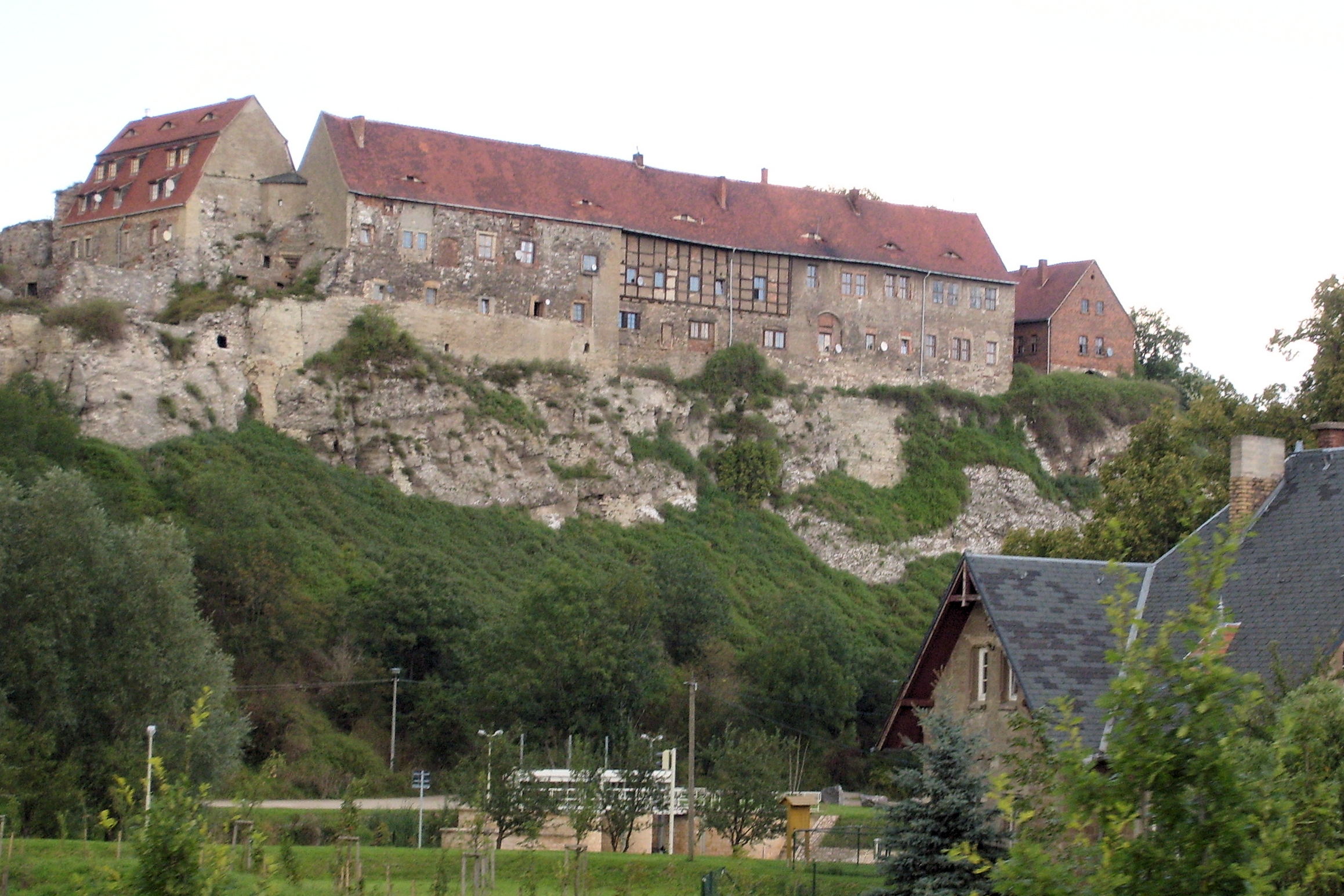
Amtssitz Burg Wendelstein

Das Amt Wendelstein war eine im Thüringer Kreis gelegene Verwaltungseinheit des 1806 in ein Königreich umgewandelten Kurfürstentums Sachsen. Zwischen 1657 und 1746 gehörte das Amt zum albertinischen Sekundogenitur-Fürstentum Sachsen-Weißenfels.
Bis zur Abtretung an Preußen 1815 bildete es als sächsisches Amt den räumlichen Bezugspunkt für die Einforderung landesherrlicher Abgaben und Frondienste, für Polizei, Rechtsprechung und Heeresfolge.

## Geographische Lage
Das Amt Wendelstein erstreckte sich an der Unstrut. Hauptsitz des Amtes war die Burg Wendelstein.

## Geschichte
Der Amtssitz Wendelstein gehörte ursprünglich den Grafen von Weimar-Orlamünde, die ihn im Thüringer Grafenkrieg (1342/1345) an die wettinischen Landgrafen von Thüringen verloren. Landgraf Friedrich II. verpfändete die Burg an seinen Hofrichter Christian von Witzleben († 1374). Bei der Leipziger Teilung von 1485 fiel Wendelstein dem albertinischen Herzogtum Sachsen zu. Nach der Wittenberger Kapitulation 1547 gehörte Wandelstein zum albertinischen Kurfürstentum Sachsen (Thüringer Kreis).
Der Besitz lag verstreut um die Burg. Er gehörte bis 1619 der Wendelsteiner Linie derer von Witzleben. 1623 gerieten Wendelstein und die dazugehörige Herrschaft als eigenes Amt in den unmittelbaren Besitz des Kurfürsten Johann Georg I. von Sachsen.
Von 1657 bis 1746 gehörte das Amt Wendelstein zum albertinischen Sekundogenitur-Fürstentum Sachsen-Weißenfels, wobei es ab 1686 hinsichtlich der Wirtschaft und Justiz dem Fürstentum Sachsen-Querfurt unterstand.
Das Amt Wendelstein gehörte zu jenen Gebieten, die das ab 1806 bestehende Königreich Sachsen nach dem Wiener Kongress 1815
an das Königreich Preußen abtreten musste. In der so entstandenen preußischen Provinz Sachsen wurde das Amt Wendelstein (untergliedert in Rent- und Justizamt) endgültig 1821 aufgelöst. Die Aufgaben des Amtes Wendelstein gingen an das neugebildete Landratsamt sowie an die neugebildeten preußischen Landgerichte über. 1849 wurden dann auch noch die Patrimonialgerichte im Amtsgebiet Wendelstein aufgelöst.

## Bestandteile
- Allerstedt (1/2)
- Bottendorf
- Roßleben
- Saubach (1/2)
- Wendelstein
- Willerstedt
- Zeisdorf (1/2)